# Trachyandra divaricata
Trachyandra divaricata là một loài thực vật có hoa trong họ Thích diệp thụ. Loài này được (Jacq.) Kunth miêu tả khoa học đầu tiên năm 1843.